# ヤロヴァ県
ヤロヴァ県(ヤロヴァけん、トルコ語: Yalova ili)は、トルコ北西部、マルマラ地方の県。ヤロワと翻訳されることもある。
東をコジャエリ県、南をブルサ県と接している。
マルマラ海の東岸の地域である。ヤロヴァは港町として栄えている。ヤロヴァは1995年まではイスタンブール県の一部であったが、その後分離して県になった。
NBAのバスケットボールプレイヤー、メメット・オカーの出身県である。

## 下位自治体
- ヤロヴァ（Yalova）
- アルトゥノヴァ（Altınova）
- アルムトル（Armutlu）
- チュナルジュク（Çınarcık）
- チフトリッキョイ（Çiftlikköy）
- テルマル（Termal）